# Melanophthalma proximulata
Melanophthalma proximulata es una especie de coleóptero de la familia Latridiidae.

## Distribución geográfica
Habita en Ghana.